# Vladimír Leitner
Vladimír Leitner (* 28. Juni 1974 in Žilina) ist ein ehemaliger slowakischer Fußballspieler.

## Vereinskarriere
Leitner spielte in seiner Jugend für MŠK Žilina. Beim MŠK Žilina erhielt er auch seinen ersten Profivertrag und spielte zwischen 1992 und 1996 für die erste Mannschaft. Die nächste Station war für vier Jahre der FC Spartak Trnava, mit dem er in der Saison 1997/98 Slowakischer Pokalsieger wurde. Anschließend spielte Leitner vier Jahre beim tschechischen FK Teplice, wo er mit der Mannschaft in der Saison 2002/03 Tschechischer Pokalsieger wurde. 2004 schloss sich Leitner dem slowakischen Verein FK Dukla Banská Bystrica an. In der Saison 2004/05 wurde er mit der Mannschaft erneut Slowakischer Pokalsieger. Im Juni 2006 wechselte Leitner zum MŠK Žilina, wo er zunächst einen Zwei-Jahres-Vertrag unterschrieb. Mit MŠK Žilina gewann er in den Jahren 2007 und 2010 den Slowakischen Meistertitel. Im Dezember 2013 beendete Leitner seine aktive Karriere.

## Nationalmannschaft
Leitner absolvierte 21 Spiele für die U-21-Mannschaft der Slowakei sowie 24 Länderspiele für die A-Mannschaft der Slowakei und erzielte ein Tor für die A-Mannschaft.

## Erfolge
- Slowakischer Meister: 2006/07 und 2009/10
- Slowakischer Pokalsieger: 1997/98, 2004/05
- Tschechischer Pokalsieger: 2002/03